# María Dolores Pradera
María Dolores Fernández Pradera, més coneguda pel nom artístic de María Dolores Pradera, (Madrid, 29 d'agost de 1924 - Madrid, 28 de maig de 2018) va ser una cantant i actriu espanyola. Va aconseguir una gran fama internacional per la seva excepcional veu i les seves interpretacions de cançó en castellà, sobretot de cançons populars llatinoamericanes.

## Biografia
Va néixer a Madrid, i durant la seva infantesa va viure a Espanya i a Xile, on el seu pare tenia negocis. El 1940 va començar a treballar com a actriu de cinema i teatre, al mateix temps que mostrava la seva aptitud per al cant. Va intervenir en films com Yo no me caso (1944), de Juan de Orduña) o Los habitantes de la casa deshabitada (1946), de Gonzalo Delgrás, en la qual també actuava Fernando Fernán-Gómez, amb qui va estar casada des de 1947 fins a 1959 i va tenir dos fills: Elena i Fernando.
Posteriorment va actuar en diversos teatres d'Espanya, França i Mèxic, representant obres d'Enrique Jardiel Poncela, José Zorrilla, Federico García Lorca o Edmond Rostand. Com a cantant, va ser acompanyada durant molts anys pels guitarristes Santiago i Julián López Hernández, coneguts com los Gemelos.
Va interpretar, amb gran sensibilitat i èxit internacional, les cançons de compositors com el mexicà José Alfredo Jiménez, la peruana Chabuca Granda, el cubà Miguel Matamoros i molts altres autors llatinoamericans com el tanguista Lucio Demare. La seva veu suau i la seva perfecta dicció en diversos registres —balades, boleros, coples, rancheras, fados, etc.—, així com les seves grans qualitats interpretatives sobre l'escenari, van donar gran popularitat a les seves versions de Flor de la canela, Fina estampa, Limeña o Rosario de mi madre, clàssics peruans.
Va obtenir nombrosos guardons espanyols i internacionals, tant per la seva faceta teatral com per la seva carrera com a cantant, com el Premio Nacional de Teatro, la Medalla de las Bellas Artes i el premi Lara.
Entre els seus últims treballs hi ha diverses col·laboracions amb cantautors com Joaquín Sabina o Rosana. El 2006 va publicar un nou àlbum al costat de Los Sabandeños, titulat Al cabo del tiempo, que va aconseguir el Disc d'Or.
El 2007 aparegué al mercat un recopilatori en un CD més un DVD titulat En buena compañía, que recollía els seus millors duets amb artistes com Joaquín Sabina, Caetano Veloso, Rosana oi Víctor Manuel.
El 2013 rebé el Premi Ondas en la categoria musical per la seva trajectòria.

## Discografia[4]
- En buena compañía (2007)
- Al cabo del tiempo (2006)
- Ellas cantan así (2003)
- Canciones del alma (2003)
- A Carlos Cano (2001)
- As de corazones (1999)
- Reverdecer (1997)
- Caminemos (1996)
- Caballo viejo (1992)
- Por derecho (1992)
- Amarraditos (1992)
- A mis amigos (1990)
- Homenaje a Chabuca Granda (1990)
- María Dolores (1989)

## Títols d'alguns dels seus èxits
- El tiempo que te quede libre
- Amarraditos
- En un rincón del alma
- Dos amores
- Limeña
- Amanecí en tus brazos
- Son de la loma
- Carino malo
- Tú que puedes vuélvete
- Ausente
- Cuando vivas conmigo
- Ya no me quieras
- Mi mejor tristeza
- La flor de la canela
- El rosario de mi madre
- De carne y hueso
- Pa' todo el año
- Fina estampa
- Toda una vida
- Quisiera amarte menos
- Caballo viejo
- Negra María

## Filmografia
- Inés de Castro (1944), de Manuel Augusto García Viñolas
- Yo no me caso (1944), de Juan de Orduña
- Noche decisiva (1945), de Julio de Fleischner
- Los habitantes de la casa deshabitada (1946), de Gonzalo Delgrás
- Embrujo (1947), de Carlos Serrano de Osma
- Vida en sombras (1949), de Llorenç Llobet-Gràcia
- Tiempos felices (1950), de Enrique Gómez
- Niebla y sol (1951), de José María Forqué
- Vuelo 971 (1953), de Rafael J. Salvia
- Fantasía española (1953), de Javier Setó
- La danza de los deseos (1954), de Florián Rey
- Zalacaín el aventurero (1955), de Juan de Orduña
- Carlota (1958), de Enrique Cahen Salaberry
- Hay alguien detrás de la puerta (1960) de Tulio Demicheli
- Cena de matrimonios (1962), de Alfonso Balcázar
- Lección de Toledo (1966), de José Luis Borau
- La Orilla (1971), de Luis Lucia